# Tim Young
Timothy R. "Tim" Young, född den 15 oktober 1973 i Gulfport i Mississippi, är en amerikansk före detta professionell basebollspelare som spelade två säsonger i Major League Baseball (MLB) 1998 och 2000. Young var vänsterhänt pitcher.
Young tog guld för USA vid olympiska sommarspelen 2000 i Sydney.

## Karriär
Young draftades av Montreal Expos 1996 som 550:e spelare totalt och redan samma år gjorde han proffsdebut i Expos farmarklubbssystem. Han debuterade i MLB för Expos den 5 september 1998 och spelade tio matcher den säsongen. Han var 0–0 (inga vinster och inga förluster) med en earned run average (ERA) på 6,00. Efter säsongen blev han free agent.
Inför 1999 års säsong skrev han på för Boston Red Sox, men det var först under den följande säsongen som han blev uppflyttad från farmarligorna. Han spelade åtta matcher för Red Sox 2000 och var 0–0 med en ERA på 6,43.
Under 2000 tog Young även guld vid olympiska sommarspelen i Sydney. Han kom in som avbytare i tre matcher i gruppspelet som alla vanns av USA, mot Nederländerna, Sydkorea och Italien. Han pitchade sammanlagt bara 0,1 inning och var 0–0 med en ERA på 0,00.
I december 2000 sålde Red Sox Youngs kontrakt till den japanska klubben Hiroshima Toyo Carp i Nippon Professional Baseball (NPB). Han spelade dock bara fem matcher i NPB 2001 och var 0–0 med en ERA på 3,00.
Under 2002–2004 försökte Young göra comeback i MLB, men han fick bara spela i farmarligorna. De klubbar han försökte med var Boston Red Sox, Toronto Blue Jays, Colorado Rockies, Cleveland Indians och St. Louis Cardinals.